# 王志萍
王志萍（1966年11月30日—），浙江舟山定海人，越剧演员，擅长花旦，师承王派。一级演员。

## 生平
1980年，进入浙江定海县越剧团。
1981年，进入浙江艺术学校学习。
1985年，拜师王文娟。王志萍同年出演《海明珠》神話劇，獲浙江省第二屆戲劇節“青年演員一等獎”，被評為省“十佳”青年演員。 
1986年，进入上海越剧院红楼剧团，任主要演员。同年王志萍參加了江、浙、滬越劇青年演員電視大獎賽，演出摺子戲《春香傳》與《紅樓夢·葬花》，獲一等獎項殊榮。

## 艺术成就
王志萍扮相秀丽，唱功优秀，主攻小旦，师承王文娟，有“小王文娟”之称，受到越剧观众的欢迎。

## 代表作品

### 越剧
- 《红楼梦》
- 《追鱼》
- 《蝴蝶梦》[4]
- 《白衣卿相》[5]
- 《西园记》[6]
- 《孟麗君》[1]
- 《皇帝與村姑》
- 《梁祝》
- 《情灑羅山》
- 《紫玉釵》
- 《甄嬛》

### 电影
2007年经典版越剧电影《红楼梦》中饰演林黛玉

## 荣誉
- 2002年,因主演《蝴蝶梦》获笫十三届上海白玉兰戏剧表演主角奖
- 2011年,因主演《蝴蝶梦》获中国戏曲梅花奖